# Lijst van symbolisten
Hieronder volgt een lijst van kunstschilders en beeldhouwers van het symbolisme in chronologische volgorde gerangschikt:

## Geboren vanaf 1800
- George Frederic Watts  1817-1904
- Pierre Puvis de Chavannes  1824-1898
- Gustave Moreau  1826-1898
- Arnold Böcklin  1827-1901
- Felicien Rops  1833-1898
- Elihu Vedder  1836-1923
- Hans Thoma  1839-1924
- Odilon Redon  1840-1916
- Xavier Mellery  1845-1921
- Eugène Carrière  1849-1906
- Louis Welden Hawkins  1849-1910

## Geboren vanaf 1850
- Léon Comerre 1850-1916
- Ernst Josephson  1851-1906
- Alexandre Seon  1855-1917
- John White Alexander  1856-1915
- Léon Frédéric  1856-1940
- Michail Vroebel  1856-1910
- Max Klinger  1857-1920
- Alphonse Osbert  1857-1939
- Fernand Khnopff  1858-1921
- Jan Toorop  1858-1928
- Leonardo Bistolfi  1859-1933

## Geboren vanaf 1860
- Edmond-François Aman-Jean  1860-1935
- Maximilian Lenz  1860-1948
- Armand Point  1861-1932
- Charles Doudelet 1861 - 1938
- Arthur Bowen Davies  1862-1928
- Jeanne Jacquemin  1863-1938
- Edvard Munch  1863-1944
- Franz von Stuck  1863-1928
- Henry de Groux 1866 - 1930
- John Duncan  1866-1945
- George Minne  1866-1941
- William Degouve de Nuncques  1867-1935
- Jean Delville  1867-1953
- Émile Bernard  1868-1941
- Konstantin Somov  1869-1939

## Geboren vanaf 1870
- Alexandre Benois  1870-1960
- Jan Frans De Boever 1872 - 1949
- Hugo Simberg  1873-1917
- Carlos Schwabe  1877-1926
- Léon Spilliaert 1881-1946 (literair symbolisme)
- Gustav-Adolf Mossa  1883-1971
- Willem Wiegmans  1892-1942

## Geboren vanaf 1900
- Cheryl Laemmle geboren in 1947